# دينا كاستيانوس
دينا كريستينا كاستيانوس نوجنيس (بالإسبانية: Deyna Cristina Castellanos Naujenis)‏ (مواليد 14 أبريل 1999) هي لاعبة كرة قدم فنزويلية تلعب في مركز الهجوم مع نادي سانتا كلاريتا بلو هيت ومنتخب فنزويلا لكرة القدم.

## مسيرتها الكروية

### فنزويلا
في أبريل 2018، كانت كاستيانوس جزءًا من المنتخب الأول الذي شارك في بطولة كوبا أمريكا للسيدات 2018. لعبت أول مباراة لها ضد الإكوادور في 5 أبريل، وسجل أربعة أهداف في مباراة الفوز 8–0 على بوليفيا بعد أربعة أيام.

## الجوائز
في حفل جوائز الفيفا للأفضل كرويا 2017، تم اختيار كاستيانوس ضمن القائمة النهائية لجائزة الفيفا لأفضل لاعبة. خلق ترشيحها بعض الجدل. كانت ميغان رابينو صريحة بشأن هذا الترشيح، وتذمرت من أن كاستيانوس كانت لاعبة مجهولة ولم تلعب بشكل احترافي، ولا في أي بطولة كبرى مع منتخبها الوطني في وقت ترشيحها.
في موسمها الأول في كرة القدم العليا، فازت بجائزة أفضل لاعب كرة قدم في الولايات المتحدة خلال العام.

## وصلات خارجية
- دينا كاستيانوس على موقع الاتحاد الدولي (مؤرشف)  (الإنجليزية)
- دينا كاستيانوس على موقع قاعدة بيانات كرة القدم.إي يو (الإنجليزية)
- دينا كاستيانوس على موقع Soccerway.com (الإنجليزية)
- دينا كاستيانوس على موقع عالم كرة القدم.نت (الإنجليزية)
- دينا كاستيانوس على موقع أوليمبيديا (الإنجليزية)